# Марта Марреро
Марта Марреро (ісп. Marta Marrero, нар. 16 січня 1983) — колишня іспанська тенісистка. 
Здобула два парні титули туру WTA і дванадцять одиночних та парних титулів туру ITF. 
Найвищу одиночну і парну позицію рейтингу WTA — 47 місце досягнула в 2004 і 2005 році відповідно.
Завершила кар'єру 2010 року.

## Фінали турнірів WTA

### Парний розряд: 5 (2-3)
| Легенда: перед 2009         | Легенда: з 2009       |
| --------------------------- | --------------------- |
| Турніри Великого шолома (0) |                       |
| WTA Championships (0)       |                       |
| Tier I (0)                  | Premier Mandatory (0) |
| Tier II (0)                 | Premier 5 (0)         |
| Tier III (2-1)              | Premier (0)           |
| Tier IV & V (0-2)           | International (0)     |

| Результат | Ранг | Дата           | Турнір                          | Покриття   | Партнерing               | Опонент                                            | Рахунок       |
| --------- | ---- | -------------- | ------------------------------- | ---------- | ------------------------ | -------------------------------------------------- | ------------- |
| Поразка   | 1.   | 5 серпня 2001  | Basel, Швейцарія                | Ґрунт      | Йоаннетта Крюгер         | Анабель Медіна Гаррігес Марія Хосе Мартінес Санчес | 6–7(5–7), 2–6 |
| Перемога  | 2.   | 14 серпня 2004 | Сопот (Польща), Польща          | Ґрунт      | Нурія Льягостера Вівес   | Клаудія Янс Аліція Росольська                      | 6–4, 6–3      |
| Поразка   | 3.   | 3 жовтня 2004  | Гасселт, Бельгія                | Тверде (i) | Нурія Льягостера Вівес   | Мара Сантанджело Дженніфер Расселл                 | 3-6 5-7       |
| Перемога  | 4.   | 21 травня 2005 | Istanbul Cup, Туреччина         | Ґрунт      | Антонелла Серра-Дзанетті | Даніела Клеменшиц Сандра Клеменшиц                 | 6–4, 6–0      |
| Поразка   | 5.   | 31 серпня 2005 | Hungarian Ladies Open, Угорщина | Ґрунт      | Лурдес Домінгес Ліно     | Емілі Луа Катарина Среботнік                       | 1–6, 6–3, 2–6 |

## Титули

### Одиночний розряд
| Легенда               |
| Grand Slam (0)        |
| WTA Championships (0) |
| Tier I (0)            |
| Tier II (0)           |
| Tier III (0)          |
| Tier IV & V (0)       |
| ITF Титули (8)        |

| Ранг | Дата              | Турнір          | Покриття  | Опонент                 | Рахунок       |
| 1.   | 13 вересня 1998   | Повуа-де-Варзін | Тверде    | Венді Фікс              | 6–0, 6–0      |
| 2.   | 18 липня 1999     | Гечо            | Ґрунт     | Лурдес Домінгес Ліно    | 6–2, 6–7, 6–4 |
| 3.   | 19 вересня 1999   | Оточець         | Ґрунт     | Анжеліка Реш            | 6–2, 6–1      |
| 4.   | 26 вересня 1999   | Софія           | Ґрунт     | Любомира Бачева         | 6–2, 6–3      |
| 5.   | 26 березня 2000   | Таранто         | Ґрунт     | Глорія Піццікіні        | 6–4, 6–4      |
| 6.   | 23 квітня 2000    | Желос           | Ґрунт     | Анабель Медіна Гаррігес | 2–6, 7–5, 7–5 |
| 7.   | 16 листопада 2003 | Гавр            | Ґрунт (I) | Орелі Веді              | 6–3, 6–3      |
| 8.   | 10 жовтня 2004    | Жирона          | Ґрунт     | Даллі Рандріантефі      | 3–6, 7–6, 6–0 |

## Досягнення в одиночних змаганнях Великого Шлему
| Турнір                           | 2000 | 2001 | 2002 | 2003 | 2004 | 2005 | 2006 | 2007 | 2008 | 2009 | Career SR | Career Перемоги-Поразки |
| -------------------------------- | ---- | ---- | ---- | ---- | ---- | ---- | ---- | ---- | ---- | ---- | --------- | ----------------------- |
| Australian Open                  | К1р  | 2р   | 2р   | 2р   | 1р   | 1р   | -    | -    | -    | -    | 0 / 5     | 5–5                     |
| French Open                      | ЧФ   | 3р   | 2р   | 1р   | 2р   | 1р   | -    | -    | К1р  | -    | 0 / 6     | 8–6                     |
| Вімблдонський турнір             | К1р  | 2р   | 2р   | 1р   | 1р   | 1р   | -    | -    | -    |      | 0 / 5     | 2–5                     |
| Відкритий чемпіонат США з тенісу | 1р   | 1р   | 1р   | 1р   | 1р   | 1р   | -    | К2р  | -    |      | 0 / 6     | 0–6                     |
| Grand Slam Перемоги-Поразки      | 4–2  | 6–4  | 3–4  | 1–4  | 1–4  | 0–4  | -    | -    | -    | -    | N/A       | 15–22                   |